# Nguyễn Biên Thùy
Nguyễn Biên Thùy (sinh năm 1970) là thẩm phán Toà án nhân dân tối cao người Việt Nam. Ông từng giữ chức vụ Chánh án Tòa án nhân dân tỉnh Bến Tre. Ông là đảng viên Đảng Cộng sản Việt Nam.

## Xuất thân và giáo dục
Nguyễn Biên Thùy sinh ngày 26 tháng 3 năm 1970, quê quán tại xã Mỹ Thạnh An, thành phố Bến Tre, tỉnh Bến Tre.
Ông tốt nghiệp phổ thông hệ 12/12.
Ông có bằng Cử nhân Luật.
Ông có bằng ngoại ngữ tiếng Anh trình độ A và Cao cấp lí luận chính trị Đảng Cộng sản Việt Nam.

## Sự nghiệp
Từ tháng 11 năm 1994 đến tháng 6 năm 2002, ông làm Thư ký Tòa án nhân dân tỉnh Bến Tre.
Từ tháng 7 năm 2002 đến tháng 8 năm 2006, ông làm Thẩm tra viên, Phó phòng Giám đốc kiểm tra Tòa án nhân dân tỉnh Bến Tre.
Từ tháng 9 năm 2006 đến tháng 10 năm 2009, ông làm Thẩm phán, Trưởng phòng Giám đốc kiểm tra Tòa án nhân dân tỉnh Bến Tre.
Từ tháng 11 năm 2009 đến tháng 3 năm 2012, ông là Chánh án Tòa án nhân dân huyện Mỏ Cày Bắc, tỉnh Bến Tre.
Ngày 23 tháng 3 năm 2012, Nguyễn Biên Thùy, Chánh án Tòa án nhân dân huyện Mỏ Cày, tỉnh Bến Tre được Chánh án Tòa án nhân dân tối cao Việt Nam bổ nhiệm giữ chức vụ Phó Chánh án Tòa án nhân dân tỉnh Bến Tre.
Từ tháng 4 năm 2012 đến tháng 8 năm 2015, ông là Phó Chánh án Tòa án nhân dân tỉnh Bến Tre.
Ngày 8 tháng 9 năm 2015, Nguyễn Biên Thùy được Chánh án Tòa án nhân dân tối cao Việt Nam Trương Hòa Bình bổ nhiệm giữ chức vụ Chánh án Tòa án nhân dân tỉnh Bến Tre thay cho bà Trịnh Thị Thanh Bình nghỉ hưu.
Từ tháng 9 năm 2015 đến tháng 10 năm 2015, ông là Bí thư Ban Cán sự Đảng, Chánh án Tòa án nhân dân tỉnh Bến Tre.
Ngày 13 tháng 10 năm 2015, tại Đại hội đại biểu Đảng bộ tỉnh Bến Tre lần thứ 10, ông được bầu làm ủy viên Ban Chấp hành Đảng bộ tỉnh Bến Tre nhiệm kì 2015-2020.
Từ tháng 11 năm 2015 đến 18 tháng 4 năm 2016, ông là Tỉnh ủy viên nhiệm kỳ 2015-2020, Chánh án Tòa án nhân dân tỉnh Bến Tre.
Hiện nay (2018, ông đang là Tỉnh ủy viên Tỉnh ủy Bến Tre, Bí thư Ban cán sự Đảng Cộng sản Viẹt Nam Tòa án nhân dân tỉnh Bến Tre, Chánh án Tòa án nhân dân tỉnh Bến Tre.
Sáng 28/7/2021, với 476 đại biểu tán thành (chiếm 95,39% tổng số đại biểu Quốc hội), Quốc hội đã biểu quyết thông qua Nghị quyết về phê chuẩn việc bổ nhiệm ông làm Thẩm phán Tòa án nhân dân tối cao.